# Ahmad Hassan Abdullah
Ahmad Hassan Abdullah (arabisch أحمد حسن عبد الله, DMG Aḥmad Ḥasan ʿAbdu 'llāh; * 29. Juli 1981 in Kaptarakwa als Albert Chepkurui) ist ein ehemaliger katarischer Leichtathlet kenianischer Herkunft, der sich auf den Langstreckenlauf spezialisiert hat und ab 2003 für Katar an den Start ging.

## Sportliche Laufbahn
Erste internationale Erfahrungen sammelte Albert Chepkurui bei den Crosslauf-Weltmeisterschaften 1999 in Belfast, bei denen er in 26:01 min den fünften Platz im Juniorenrennen belegte und sich in der Teamwertung die Goldmedaille sicherte. Bei den Crosslauf-Weltmeisterschaften 2001 in Ostende wurde er in 12:46 min Sechster auf der Kurzstrecke und im September gewann er bei den Goodwill Games in Brisbane in 28:06,86 min die Bronzemedaille im 10.000-Meter-Lauf hinter dem Äthiopier Assefa Mezgebu und seinem Landsmann Benjamin Maiyo. Bei den Crosslauf-Weltmeisterschaften 2002 in Dublin belegte er in 35:32 min den sechsten Platz auf der Langstrecke und sicherte sich mit dem kenianischen Team die Goldmedaille in der Teamwertung.
Am 12. August 2003 wurde sein Wechsel von Kenia zu Katar vollzogen, anlässlich dessen er einen arabischen Namen annahm. Kurz darauf wurde er bei den Weltmeisterschaften in Paris in 27:18,28 min Vierter im 10.000-Meter-Lauf. Im September belegte er beim IAAF World Athletics Final in Monaco in 13:37,44 min den zehnten Platz über 5000 Meter, ehe er bei den Asienmeisterschaften in Manila in 28:45,64 min die Goldmedaille über 10.000 Meter gewann. Bei den Crosslauf-Weltmeisterschaften 2004 in Brüssel belegte er in 11:44 min den vierten Platz auf der Kurzstrecke und sicherte sich in der Teamwertung die Silbermedaille hinter dem kenianischen Team. Im September gelangte er beim IAAF World Athletics Final in Monaco mit 13:12,60 min auf den sechsten Platz im 5000-Meter-Lauf und gewann anschließend bei den Halbmarathon-Weltmeisterschaften in Neu-Delhi in 1:02:36 h die Bronzemedaille hinter dem Kenianer Paul Kiprop Kirui und Fabiano Joseph aus Tansania. Im Jahr darauf gewann er bei den Crosslauf-Weltmeisterschaften in Saint-Étienne in 35:34 min die Bronzemedaille auf der Langstrecke hinter dem Äthiopier Kenenisa Bekele und Zersenay Tadese aus Eritrea und sicherte sich in der Teamwertung die Bronzemedaille hinter den Teams aus Äthiopien und Kenia. Zudem belegte er über die Kurzstrecke in 11:46 min den achten Platz und gewann auch dort die Bronzemedaille in der Teamwertung hinter Äthiopien und Kenia. Bei den Crosslauf-Weltmeisterschaften 2006 in Fukuoka gelangte er mit 36:25 min auf Rang 14 über die Langstrecke und nahm dann im Dezember an den Asienspielen in Doha teil und belegte dort in 28:05,47 min den vierten Platz über 10.000 Meter.
Bei den Crosslauf-Weltmeisterschaften 2007 in Mombasa wurde er in 37:37 min Zwölfter über die Langstrecke und im Juli siegte er in 29:45,95 min erneut über 10.000 Meter bei den Asienmeisterschaften in Amman und sicherte sich dort in 14:08,66 min die Silbermedaille über 5000 Meter hinter seinem Landsmann Felix Kibore. Im August kam er bei den Weltmeisterschaften in Osaka über 10.000 Meter nicht ins Ziel und im Oktober wurde er bei den Straßenlauf-Weltmeisterschaften in Turin nach 1:01:46 h 24. im Halbmarathon. Anschließend belegte er bei den Panarabischen Spielen in Kairo in 13:46,45 min den sechsten Platz über 5000 Meter und gelangte mit 29:35,30 min auf Rang fünf über 10.000 Meter. Bei den Crosslauf-Weltmeisterschaften 2008 in Edinburgh wurde er in 35:18 min Achter und gewann in der Teamwertung die Bronzemedaille hinter den Teams aus Kenia und Äthiopien. Im August startete er über 10.000 Meter bei den Olympischen Sommerspielen in Peking und gelangte dort mit 27:23,75 min auf Rang acht und anschließend gewann er bei den Halbmarathon-Weltmeisterschaften in Rio de Janeiro in 1:01:57 h die Bronzemedaille hinter dem Eritreer Zersenay Tadese und Patrick Makau Musyoki aus Kenia. Zudem gewann er in der Teamwertung die Bronzemedaille hinter den Teams aus Kenia und Eritrea.
Bei den Crosslauf-Weltmeisterschaften 2009 in Amman gelangte er nach 36:04 min auf Rang 18 und im August erreichte er bei den Weltmeisterschaften in Berlin mit 27:45,03 min Rang elf über 10.000 Meter. Anschließend gewann er bei den Asienmeisterschaften in Guangzhou in 28:28,38 min die Bronzemedaille hinter dem Bahrainer Ali Hasan Mahboob und seinem Landsmann Nicholas Kemboi. Im Jahr darauf wurde er bei den Crosslauf-Weltmeisterschaften 2010 in Bydgoszcz in 33:36 min Elfter und 2012 beendete er seine aktive sportliche Karriere im Alter von 31 Jahren.

## Persönliche Bestzeiten
- 3000 Meter: 7:43,01 min, 10. Juli 1999 in Caorle
- 5000 Meter: 12:56,27 min, 27. Juni 2003 in Oslo
- 10.000 Meter: 26:38,76 min, 5. September 2003 in Brüssel (Asienrekord)
- 10-km-Straßenlauf: 27:31 min, 1. April 2001 in La Courneuve
- Halbmarathon: 1:01:46 h, 14. Oktober 2007 in Udine
- Marathon: 2:08:36 h, 29. April 2012 in Hamburg